# Prosz Proszjan
Prosz Pierczewicz Proszjan (ros. Прош Пе́рчевич Прошья́н, ur. 22 kwietnia 1883, zm. 16 grudnia 1918 w Moskwie) – rosyjski działacz socjalistyczny pochodzenia ormiańskiego, lewicowy eserowiec, ludowy komisarz poczt i telegrafów RFSRR (1918).

## Życiorys
1902–1905 studiował na Wydziale Prawnym Uniwersytetu Noworosyjskiego w Odessie, z którego został usunięty, 1903–1917 był członkiem partii eserowskiej, a od grudnia 1917 należał do lewicowych eserowców. W 1905 aresztowany i skazany na 6 lat katorgi (karę odbywał m.in. w Butyrkach) w 1910 zbiegł. Ponownie aresztowany i skazany 3 lata katorgi, w 1913 skazany na zesłanie na Wschodnią Syberię, zdołał zbiec za granicę, skąd po rewolucji lutowej 1917 wrócił do Rosji i został redaktorem gazety Socyalist-riewolucyonier.
Po kryzysie czerwcowym aresztowany przez Rząd Tymczasowy Rosji, ale wkrótce zwolniony. Został wykluczony z Partii Socjalistów-Rewolucjonistów. Od listopada 1917 członek WCIK, zastępca członka Prezydium WCIK. Od grudnia 1917 do śmierci członek KC Partii Lewicowych Eserowców, od 4 stycznia do 15 marca 1918 ludowy komisarz poczt i telegrafów RFSRR, od 20 lutego 1918 członek Tymczasowego Komitetu Wykonawczego Rady Komisarzy Ludowych RFSRR, od 4 marca 1918 komisarz polityczny Wyższej Rady Wojskowej. Od kwietnia do czerwca 1918 towarzysz przewodniczącego Prezydium KC Partii Lewicowych Eserowców, od maja do lipca 1918 komisarz spraw wewnętrznych Związku Komun Obwodu Północnego. Po powstaniu lewicowych eserów  przeciw rządowi bolszewickiemu w lipcu 1918 ukrywał się. Zachorował na tyfus i zmarł w grudniu 1918.